# 济川街道 (宣城市)
济川街道，是中华人民共和国安徽省宣城市宣州区下辖的一个乡镇级行政单位。

## 行政区划
济川街道下辖以下地区：
城东社区、济川社区、东桥社区、玉山社区和东河社区。